# کلگری فلیمس
کَلگِری فلِیمز (در انگلیسی: Calgary Flames، به معنی شعله‌های کلگری) نام یک تیم حرفه‌ای هاکی روی یخ در شهر کلگری، استان آلبرتا در کانادا است. ورزشگاه اصلی این تیم اسکوشبنک سَتِل دُم (در انگلیسی: Scotiabank Saddledome) است و این تیم بازی‌های خانگی خود را در انجا برگزار می‌کند.
فلیمز موفق به دریافت ستنلی کاپ ۸۹-۱۹۸۸ شده‌است.
مهمترین حریف آن‌ها وَنکووِر کاناکس در انگلیسی: Vancouver Canucks) است و دومین حریف آن‌ها اِدمونتُن اُیلِرز (در انگلیسی: Edmonton Oilers) است که در همسایگی کلگری هستند (در استان آلبرتا).
جروم ایگینلا (در انگلیسی: Jarome Iginla) کاپتان تیم و پر افتخارترین بازی فلیمز است.